# Емилия Агнес Ройс фон Шлайц
Емилия Агнес Ройс-Шлайц (на немски: Emilie Agnes (Aemilia Agnes) Reuß zu Schleiz; * 11 август 1667, Шлайц; † 15 октомври 1729, Фюрстлих Дрена в Курфюрство Саксония) е графиня от Ройс-Шлайц и чрез женитби графиня на Промниц в Зорау и Трибел и херцогиня на Саксония-Вайсенфелс-Даме. Тя притежава господството Дрена и град Фечау в Долна Лужица в Курфюрство Саксония.

## Живот
Дъщеря е на имперски граф Хайнрих I Ройс-Шлайц (1639 – 1692) и първата му съпруга графиня Естер фон Хардег-Глац-Махланде (1634 – 1676), дъщеря на граф Юлиус III фон Хардег (1594 – 1684) и графиня Йохана Сузана фон Хардег-Глац-Махланде († 1635/1639). Баща ѝ Хайнрих I Ройс-Шлайц се жени втори път през 1677 г. за графиня Максимилиана фон Хардег-Глац-Махланде (1644 – 1678) и трети път през 1680 г. за графиня Анна Мария Елизабет фон Зинцендорф (1659 – 1683). Така тя е полусестра на граф Хайнрих XXIV Ройс-Кьостриц (1681 – 1748).
Емилия Агнес е издигната на графиня Ройс фон Шлайц на 26 август 1673 г. На 10 август 1682 г. в Шлайц тя се омъжва за граф Балтазар Ердман фон Промниц (* 9 януари 1656; † 3 май 1703), син на граф Ердман I Леополд фон Промниц-Плес (1631 – 1664) и фрайин Елеонора фон Ракниц (1636 – 1679). От брака им се раждат пет деца.
Граф Балтазар Ердман умира през 1703 г. През 1709 г. Емилия Агнес купува господството Дрена от сина си Фридрих фон Промниц-Халбау.
На 13 февруари 1711 г. в Дрена тя се омъжва втори път за шест години по-младия херцог Фридрих фон Саксония-Вайсенфелс-Даме (* 20 ноември 1673; † 16 април 1715) от рода на Албертинските Ветини, син на херцог Август фон Саксония-Вайсенфелс (1614 – 1680) и втората му съпруга графиня Йохана Валпургис фон Лайнинген-Вестербург (1647 – 1687). Бракът е бездетен. С нейна финансова помощ вторият ѝ съпруг престроява двореца си резиденция в Даме и умира през 1715 г. малко преди завършването на строежа. Емилия Агнес се нанася първо във вдовишката си резиденция в Даме, но продава двореца през 1719 г. и се оттегля в Дрена. Тя купува през 1721 г. град Фечау от Кристиан Дитрих фон Шлибен († 1721) и престроява тамошния ренесансов дворец.
Емилия Агнес Ройс-Шлайц умира на 15 октомври 1729 г. в Дрена, Саксония, на 62 години и е погребана там. След смъртта ѝ господството Дрена отива на нейния внук Балтазар Фридрих, а Фечау на нейния син Ердман.
- Дворец Фечау
- Водният дворец Фюрстлих Дрена

## Деца
Емилия Агнес и Балтазар Ердман фон Промниц имат децата:
- Ердман II фон Промниц (* 22 август 1683; † 7 септември 1745), граф фон Промниц, женен I. на 16 юни 1705 г. във Вайсенфелс за принцеса Анна Мария фон Саксония-Вайсенфелс (* 17 юни 1683; † 16 март 1731), II. на 21 февруари 1733 г. в Шлайц за Хенриета Елеонора фон Лобенщайн (* 1 януари 1706, Лобенщайн; † 7 април 1762, Дрена)
- Фридрих фон Промниц-Халбау (* 11 октомври 1684; † 13 юни 1712), граф фон Промниц-Халбау, фрайхер фон Плес, женен за графиня Хелена Мария Шарлота Тенцзин фон Пацзински (* 3 януари 1694; † 1741); баща на Балтазар Фридрих (1711 – 1744)
- Хайнрих фон Промниц (* 14 януари 1686; † 23 май 1700)
- Естер Максимилиана Елизабет фон Промниц (* 20 февруари 1687; † 28 септември 1701)
- Филипина Хенриета Терезия фон Промниц (* 25 ноември 1689; † 30 ноември 1689)